# 奥特
奥特是德国下萨克森州的一个市镇。总面积34.13平方公里，总人口1611人，其中男性832人，女性779人（2011年12月31日），人口密度47人/平方公里。